# 横川新
横川 新（よこかわ あらた、1936年6月25日 - 2009年1月4日）は、日本の法学者。専門は国際法。第12代成城大学学長。学位は法学博士。成城大学名誉教授。法務省難民審査参与員等も務めた。

## 人物・経歴
福岡県久留米市生まれ。東京都立西高等学校を経て、1962年一橋大学法学部を卒業。1965年一橋大学大学院法学研究科修士課程修了、1968年同博士課程単位習得退学。指導教官は大平善梧。1985年、『国際投資法序説』により、一橋大学法学博士の学位を取得。審査員は皆川洸、細谷千博、秌場準一。
1968年成城大学法学部助手。同助教授、ロンドン大学留学を経て、1977年、成城大学法学部教授に昇格。法学部長を経て、1999年から南博方の後任として第12代成城大学学長を務めた。2007年定年退職し、成城大学名誉教授の称号を受けた。同年法務省難民審査参与員に就任。
2009年1月4日午後5時35分、膵臓癌のため東京都国分寺市の自宅で死去。72歳没。

## 著書
- 『国際投資法序説』千倉書房 1972年
- 『国際関係論』（大平善梧と共編著）北樹出版 1978年
- 『国際法講義』（佐藤文夫と共編著）北樹出版 1993年